# Békés József
Békés József (Gádoros, 1923. szeptember 19. – Budapest, 2006. január 5.) Balázs Béla-díjas (1985) magyar író, forgatókönyvíró, dramaturg.

## Életpályája
Szülei Békés József és Osváth Erzsébet voltak. 1942–1944 között az újvidéki Keleti Kereskedelmi Főiskola hallgatója volt. 1947–1949 között elvégezte a Közgazdaságtudományi Egyetemet. 1948–49-ben Szekszárdon szövetkezeti ellenőrként dolgozott. 1949–1951 között a Dunántúli Naplónál volt újságíró. 1951–1959 között az Ikarus karosszérialakatosa, diszpécsere volt. 1959–1986 között a Magyar Televízió szerkesztője illetve dramaturgja volt. 1965–1969 között az ifjúsági osztály vezetője, 1969–1972 között főmunkatársa, 1972–1987 között az osztály dramaturgiájának vezetője volt. 1987–1993 között félállásban volt a Magyar Televíziónál.
Számos film, többek között az első magyar tv-játék forgatókönyvírója, több mint 100 gyermek- és ifjúsági tv-film dramaturgja, ebből 11 nemzetközi fesztiváldíjas.

## Művei
- Három királyok (novellák, 1959)
- A hetedik kocsi (regény, 1971)
- Próbakő (regény, 1974)
- Várj egy órát! (ifjúsági regény, 1978)
- Ebéd (regény, 1982)
- Igazmondó aranyolló (meseregény, 1983)
- Piaci Légy (ifjúsági regény, 1986)
- A legbátrabb gyáva (meseregény, 1987)
- A temetkező (regény, 1986)
- Kiskarácsony (regény, 2001)
- Szepi hazatérő lelke (regény, 2002)
- Sándor, József, Benedek. Kópéregény; Littera Nova, Budapest, 2006

## Színpadi művei
A Színházi Adattárban regisztrált bemutatóinak száma: 16.
- A hetedik kocsi (1967)
- Várj egy órát (1973)
- Vonalra várva (1976)
- Próbakő (1982)
- Császárok (1983)
- A legbátrabb gyáva (1984, 2000)
- Sándor, József, Benedek (1987–1988, 1993, 1997, 2000)
- Kardhercegnő (1990, 1994)

## Filmjei

### Tévéfilmek
- Próbáld meg daddy! (1959)
- Bors (1968)
- A visszhang titka (1972)
- A tűz balladája (1972)
- Bajuszverseny (1973)
- Az öreg bánya titka (1973)
- A palacsintás király 1–2. (1973)
- Pirx kalandjai (1973)
- Uraim, beszéljenek! (1973)
- Utazás a Holdba 1–3. (1974)
- Intőkönyvem története (1974)
- Pocok, az ördögmotoros (1974)
- Bach Arnstadtban (1975)
- Utánam, srácok! (1975)
- Svédcsavar (1975)
- Le a cipővel! (1975)
- Karancsfalvi szökevények (1975)
- Barátom, Bonca (1976)
- Cigánykerék (1976)
- Sakk, Kempelen úr! (1976)
- Bezzeg a Töhötöm (1977)
- Csutak a mikrofon előtt (1977)
- Csaló az Üveghegyen (1977)
- Vakáció a halott utcában (1978)
- Keménykalap és krumpliorr (1978)
- Ebéd (1978)
- A nagyenyedi két fűzfa (1979)
- A dicsekvő varga (1979)
- Rab ember fiai (1979)
- Csalóka Péter (1979)
- Sándor Mátyás (1979)
- Az ezernevű lány (1979)
- Karcsi kalandjai (1980)
- Tessék engem elrabolni (1980)
- Minden egér szereti a sajtot (1981)
- A hátvéd halála és feltámadása (1981)
- Rest Miksa (1981)
- Villám (1981)
- Mese az ágrólszakadt igricről (1981)
- Bors néni (1982)
- Telefonpapa (1982)
- Három kövér (1983)
- Közös kutya (1983)
- Nyúl a cilinderben (1983)
- Tizenhat város tizenhat leánya (1983)
- Kismaszat és a Gézengúzok (1984)
- Legyél te is Bonca! (1984)
- Torta az égen (1984)
- Bolondok bálja (1984)
- Csodatopán (1984)
- Jégapó (1984)
- A zöld torony (1985)
- Gyalogbéka (1985)
- Az eltüsszentett birodalom (1985)
- A hét varázsdoboz (1985)
- Postarablók (1985)
- Csak a testvérem (1986)
- S.O.S. Szobbafogság (1987)
- Utazás az öreg autóval (1987)
- Az én nevem Jimmy (1987)
- Csillagvitéz (1987)
- Csodakarikás (1987)
- Látogató a végtelenből (1989)
- Mátyás király Debrecenben (1990)
- Szamárfül, avagy ió, ció, áció (1996)

### Játékfilmek
- Három csillag (1960)
- Jó utat, autóbusz (1961)
- Patyolat akció (1966)
- A dunai hajós (1974)
- A csillagszemű (1978)
- Égigérő fű (1979)
- Tündér Lala (1981)
- Három szabólegények (1982)
- Csere Rudi (1988)

## Díjai, elismerései
- A Munka Érdemrend ezüst fokozata (1964)
- Ifjúságért Érdemérem (1972)
- Szocialista Kultúráért (1979)
- Prix Danube (1979) az Ebéd c. filmért (1982)
- Balázs Béla-díj (1985)
- Év Gyermekkönyve díj (1987)
- Nagy Lajos-díj (1998)
- MTV Elnöki Nívó-díj (19 alkalommal)